# Pier Ugo Gragnani
Pier Ugo Gragnani (Livorno, 14 giugno 1898 – Roma, 15 giugno 1976) è stato un attore italiano.

## Biografia
Nel 1941 era membro della compagnia teatrale di Nino Taranto, mentre nel 1944 era indicato in quelle di Renato Rascel e poi di Fanfulla.
Nel 1952 era in teatro con Pietro De Vico e Giulio Marchetti.
Fu un caratterista in diversi film e in particolare in alcuni di Totò. Ebbe un ruolo rilevante in L'amante del vampiro (1960).

## Filmografia

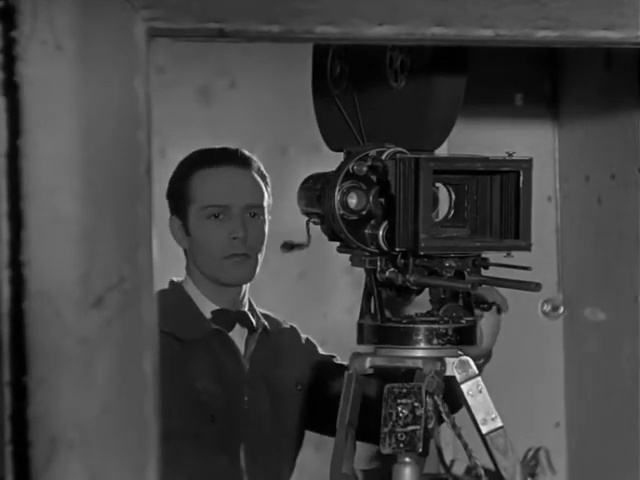
Pier Ugo Gragnani inStella del cinema

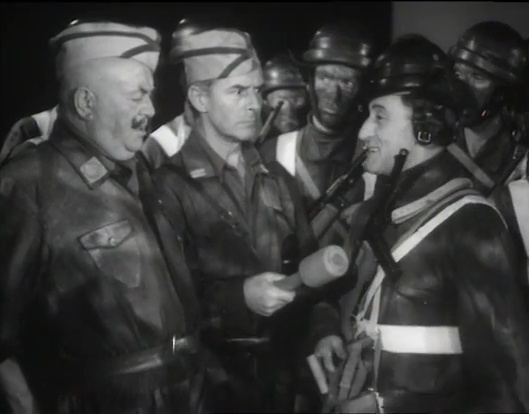
Pier Ugo Gragnani tra Guglielmo Barnabò e Totò (Tototarzan)

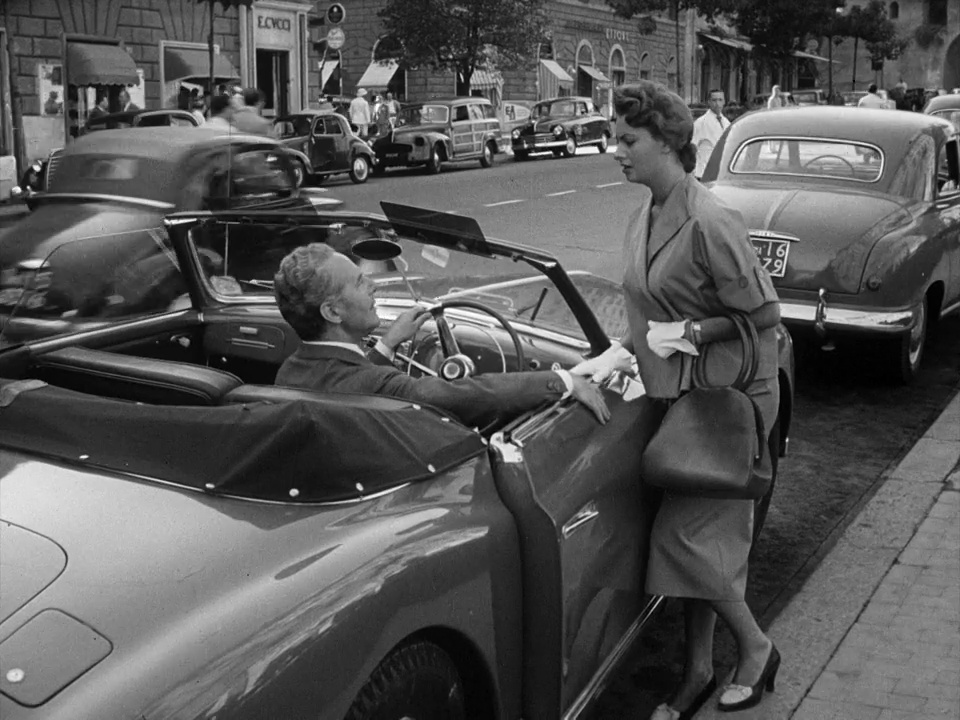
Pier Ugo Gragnani con Sophia Loren (La domenica della buona gente)

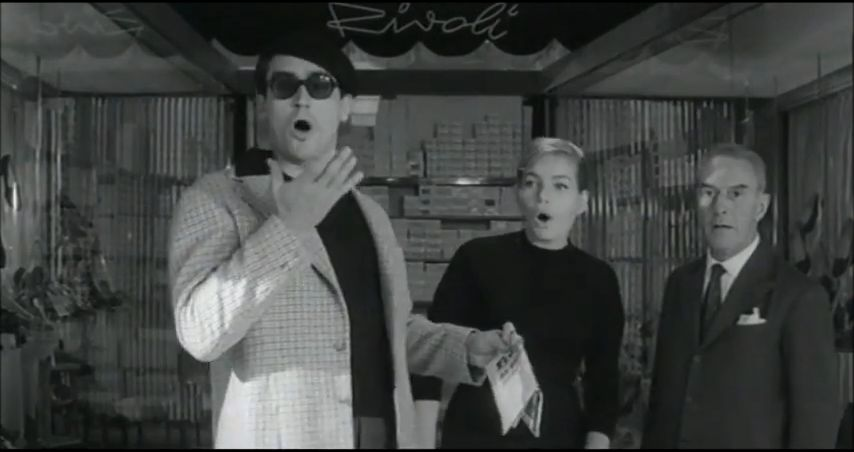
Pier Ugo Gragnani con Vittorio Gassman (Il mattatore)

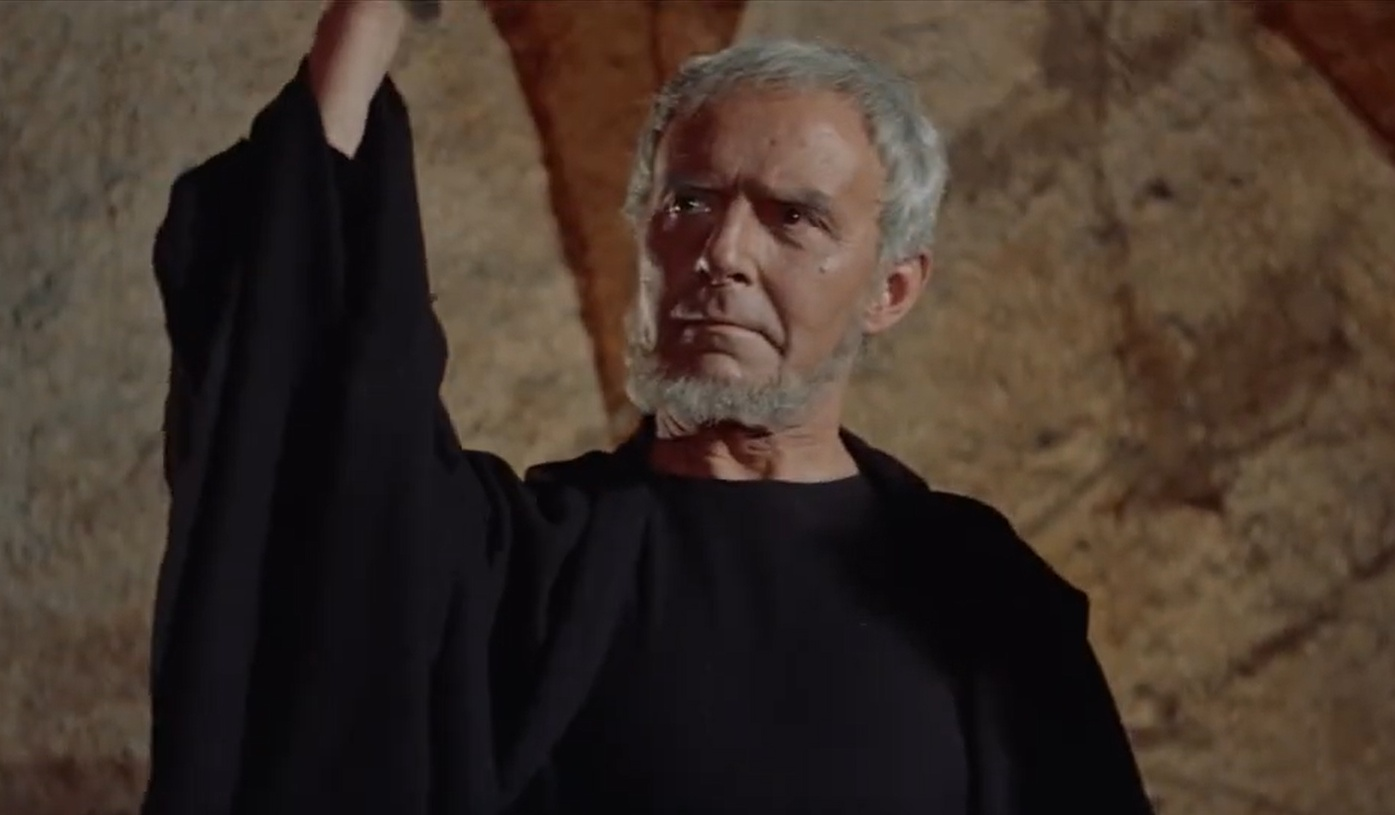
Pier Ugo Gragnani nel film Romolo e Remo

- Stella del cinema, regia di Mario Almirante (1931) – è un operatore addetto alla ripresa dei film negli stabilimenti cinematografici
- Figaro qua, Figaro là, regia di Carlo Ludovico Bragaglia (1950) – Recimero, il trasformista della rappresentazione teatrale
- Le sei mogli di Barbablù, regia di Carlo Ludovico Bragaglia (1950) – tenente che cerca i clandestini sulla nave
- Totò cerca moglie, regia di Carlo Ludovico Bragaglia (1950) – primo aiutante dell'ambasciata di Babilonia
- Totò sceicco, regia di Mario Mattoli (1950) – Battista, il maggiordomo
- Tototarzan, regia di Mario Mattoli (1950) – tenente dei Commandos
- Quattro rose rosse, regia di Nunzio Malasomma (1952)[6]
- Tormento del passato, regia di Mario Bonnard (1952)
- Cristo è passato sull'aia, regia di Oreste Palella (1953)[7]
- Il più comico spettacolo del mondo, regia di Mario Mattoli (1953) – cliente dell'estetista
- La domenica della buona gente, regia di Anton Giulio Majano (1953) – amico dell'avvocato Conti
- Madonna delle rose, regia di Enzo Di Gianni (1953)
- Se vincessi cento milioni, regia di Carlo Campogalliani (1953) – venditore di giocattoli
- Nel gorgo del peccato, regia di Vittorio Cottafavi (1954)
- Il coraggio, regia di Domenico Paolella (1955) – presidente della commissione per l'aggiudicazione dell'appalto (appare doppiato)
- In amore si pecca in due, regia di Vittorio Cottafavi (1955)
- Scapricciatiello, regia di Luigi Capuano (1955) – maggiordomo
- Siamo uomini o caporali, regia di Camillo Mastrocinque (1955) – uno dei redattori del giornale
- Suor Maria, regia di Luigi Capuano (1955)
- Cortile, regia di Antonio Petrucci (1955) – è un maresciallo dei carabinieri che mostra a Eduardo De Filippo la foto del ragazzo Ferdinando Rossi
- La banda degli onesti, regia di Camillo Mastrocinque (1956) – uno dei condomini nella scena dell'ascensore bloccato
- Totò lascia o raddoppia?, regia di Camillo Mastrocinque (1956) – venditore di informazioni sui cavalli
- Totò, Peppino e i fuorilegge, regia di Camillo Mastrocinque (1956) – cliente del tabarin
- A sud niente di nuovo, regia di Giorgio Simonelli (1957)[8]
- Totò, Vittorio e la dottoressa, regia di Camillo Mastrocinque (1957) – farmacista
- Amore e chiacchiere, regia di Alessandro Blasetti (1958) – uno degli ospiti del ricevimento
- Domenica è sempre domenica, regia di Camillo Mastrocinque (1958) – controllore sul treno
- Totò a Parigi, regia di Camillo Mastrocinque (1958) – uno degli addetti del museo delle cere
- Totò, Peppino e le fanatiche, regia di Mario Mattoli (1958) – spettatore a teatro
- I tartassati, regia di Steno (1959) – funzionario di polizia tributaria (appare doppiato)
- La cambiale, regia di Camillo Mastrocinque (1959) – uno degli invitati al matrimonio
- La duchessa di Santa Lucia, regia di Roberto Bianchi Montero (1959)
- Tutti innamorati, regia di Giuseppe Orlandini (1959) – uno dei collaboratori politici
- A noi piace freddo...!, regia di Steno (1960) – medico (appare doppiato)
- Fra' Manisco cerca guai..., regia di Armando William Tamburella (1960) – priore del convento
- Il mattatore, regia di Dino Risi (1960) – proprietario del negozio di scarpe (appare doppiato)
- L'amante del vampiro, regia di Renato Polselli (1960) – professore (citato come Ugo Cragnani)
- Letto a tre piazze, regia di Steno (1960) – medico di "Villa La Quiete" (appare doppiato)
- I due marescialli, regia di Sergio Corbucci (1961) – ferroviere
- Romolo e Remo, regia di Sergio Corbucci (1961) – sacerdote
- Spade senza bandiera, regia di Carlo Veo (1961)
- Totò diabolicus, regia di Steno (1962) – Nicola, il maggiordomo
- Il giorno più corto, regia di Sergio Corbucci (1963) – uno dei giudici della corte marziale
- Una sporca faccenda, regia di Roberto Mauri (1965)[9]
- Terzo canale - Avventura a Montecarlo, regia di Giulio Paradisi (1970) – nella parte del regista